# Rampsilaid
Rampsilaid est une île inhabitée de l'ouest de l'Estonie, située en mer Baltique. Elle fait partie du village de Rannaküla, sur la commune de Laimjala, au Sud-Est de île de Saaremaa dans le comté de Saare.

## Géographie
l'île fait partie de l'archipel de Moonsund.
Elle s'étend sur une longueur d'environ 810 m et une largeur d'environ 400 m pour une superficie de 0,23 km2.
Le terrain sur l'île est plat et l'emplacement le plus élevé de l'île est à 3 mètres au-dessus du niveau de la mer.

## Faune et flore
La végétation herbacée et les arbustes poussent sur le côté bénéficiant d'une protection environnementale.